# Броварі (Чортківський район)
Броварі́  (пол. Browary)— село в Україні, у Бучацькій міській громаді Чортківського району Тернопільської області. Підпорядковувалося колишній Язловецькій сільській раді. Населення 362 особи (2001).

## Назва
Назва села походить, ймовірно, від роду заняття жителів — броварства.

## Географія
Розташоване на берегах річки Вільховець, за 18 км від центру громади. Є колишнім південно-східним передмістям Язловця.

## Історія
- Перша писемна згадка — початок XVIII ст. Діяли читальня «Просвіти», товариства «Січ», «Луг», споживча і кредитна кооперативи, Народний дім, церковна бібліотека для прихожан (від 1928 року).
- За даними «Словника географічного Королівства Польського…», село становило окрему катастральну ґміну.
- За часів Австро-Угорщини, обидві католицькі громади села входили до складу своїх парафій в Язловці.

12 червня 2020 року, відповідно до розпорядження Кабінету Міністрів України № 724-р «Про визначення адміністративних центрів та затвердження територій територіальних громад Тернопільської області» увійшло до складу Бучацької міської громади.
19 липня 2020 року, в результаті адміністративно-територіальної реформи та ліквідації Бучацького району, увійшло до складу новоутвореного Чортківського району.
З 11 грудня 2020 р. належить до Бучацької міської громади.

## Населення

### Мова
Розподіл населення за рідною мовою за даними перепису 2001 року:
| Мова       | Кількість | Відсоток |
| ---------- | --------- | -------- |
| українська | 361       | 99.72%   |
| російська  | 1         | 0.28%    |
| Усього     | 362       | 100%     |

## Політика

### Парламентські вибори, 2019
На позачергових парламентських виборах 2019 року у селі функціонувала окрема виборча дільниця № 610200, розташована у приміщенні клубу.
Результати
- зареєстровано 246 виборців, явка 58,13%, найбільше голосів віддано за «Слугу народу» — 23,94%, за Всеукраїнське об'єднання «Батьківщина» — 21,13%, за Всеукраїнське об'єднання «Свобода» — 11,97%.[7] В одномандатному окрузі найбільше голосів отримав Микола Люшняк (самовисування) — 29,58%, за Володимира Бліхаря (Всеукраїнське об'єднання «Батьківщина») — 22,54%, за Ігоря Сопеля (Слуга народу) — 16,20%[8].

## Культура, охорона здоров'я
У селі працює магазин, фельдшерсько-акушерський пункт, клуб.

## Пам'ятки
- церква Пресвятої Богородиці (1904 року як парафіяльна УГКЦ, тепер ПЦУ)
- Народний Дім, збудований 1920 року
- капличка (відновлена в 1992 році)
- біля церкви встановлена «фігура» Пресвятої Богородиці (1910)
- пам'ятні хрести:
  - на честь скасування панщини (1991; відновлений),
  - поблизу ФАП (коштом родини Струтинських)
  - поблизу церкви (фундатор …)
- могила Невідомому солдатові Першої світової війни.

## Люди
Поширені прізвища — Білас, Вербицький, Дідух, Логуш, Марціновський, Микуляк, Пастушак, Струтинський

### Відомі уродженці
- Юліян Вербицький (1898—1977) — меценат, громадський діяч, доброволець УГА, після воєн емігрував до Канади; активіст Української стрілецької громади, Української Національної Організції (УНО), надав кошти для фундації Шевченка, філію УНО в Гамільтоні та інші організації українців.[9]
- Марко Галущинський (1880—1918) — церковний діяч, священик УГКЦ, василіянин, доктор філософії і богослов'я, літургіст.
- Головчинський Йосип Степанович — голова колгоспу «30-річчя Жовтня» Золото-Потіцького району Тернопільської області. Депутат Верховної Ради УРСР 3-го скликання.
- Семенченко Олеся Анатоліївна (нар. 1979) — українська гандболістка, яка виступає воротаркою в Турецькій жіночій гандбольній суперлізі за «Кастамону Блд. ГСК» та збірну України.
- Роман Струтинський (нар. 1949) — політичний та адміністративний діяч[10].

## Галерея

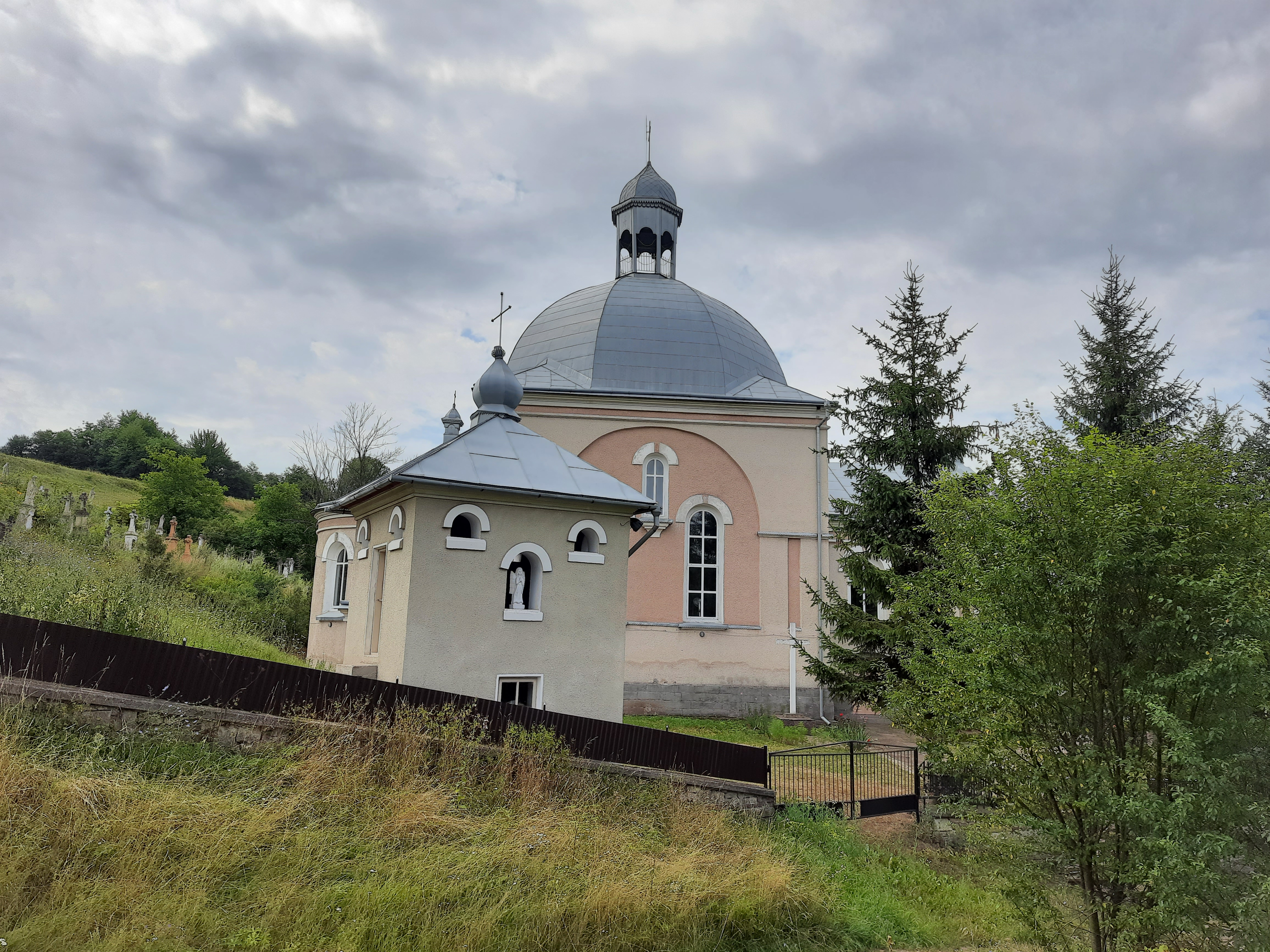
Церква Пресвятої Богородиці
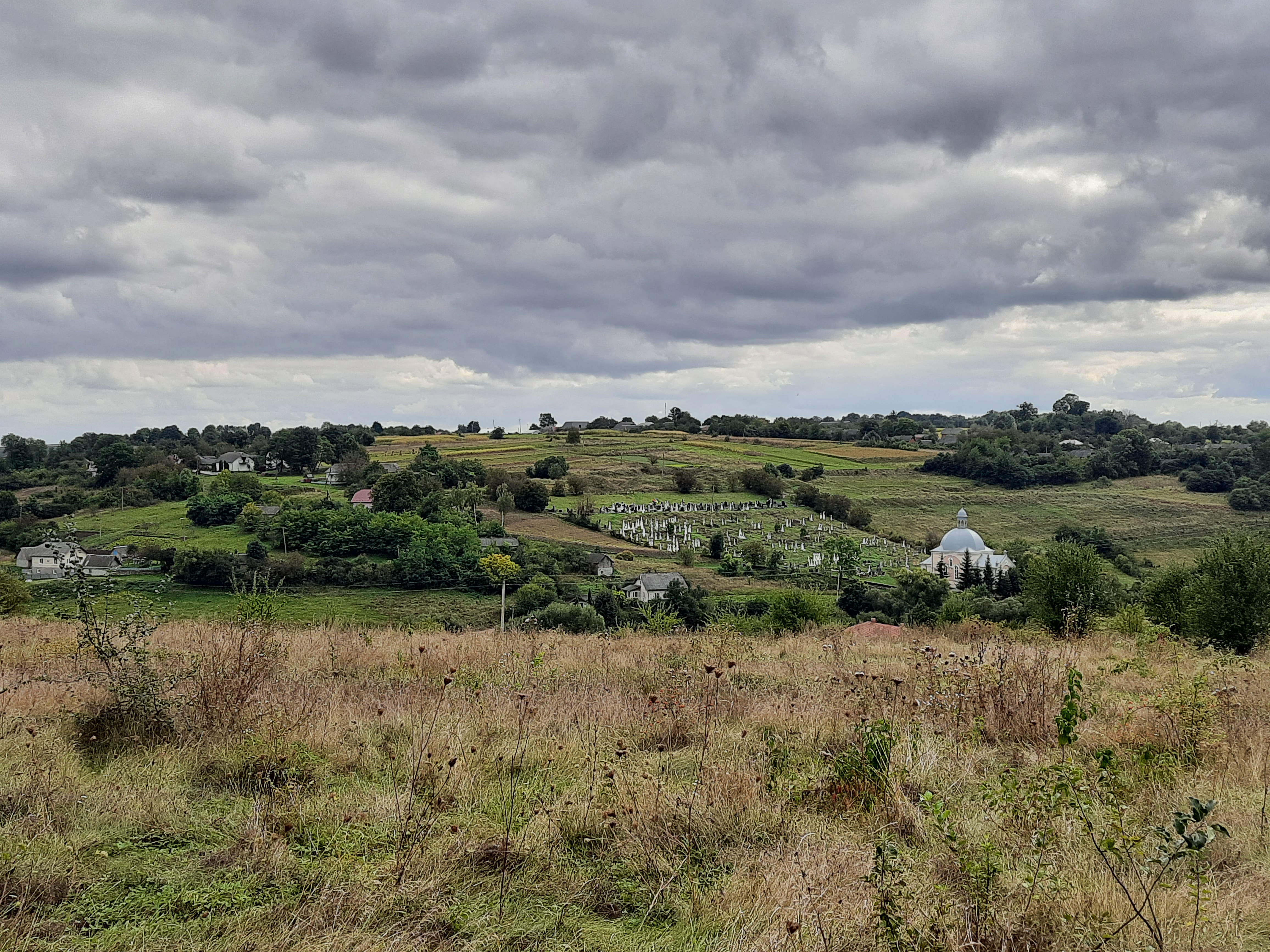
Сільський краєвид
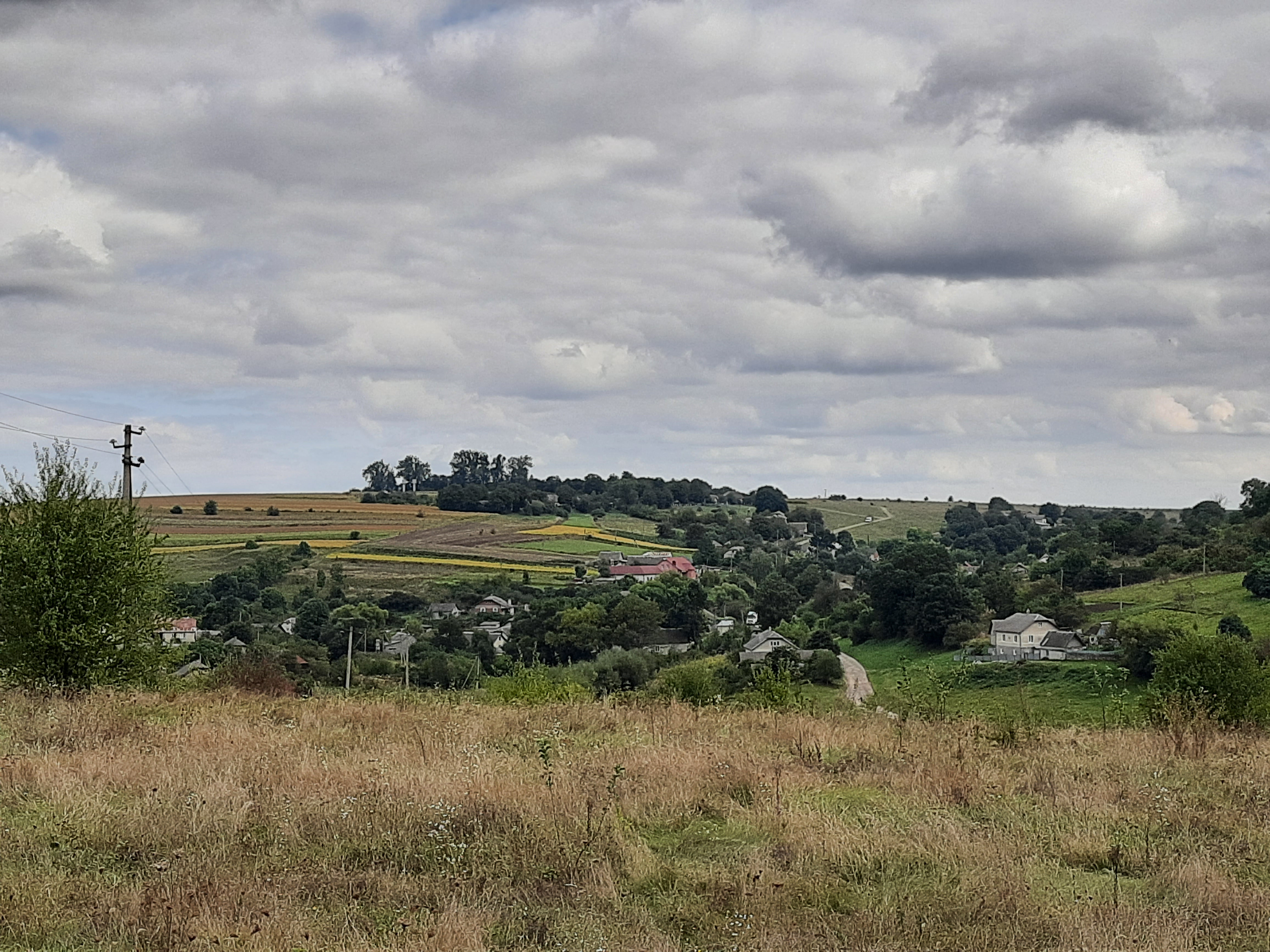
Сільський краєвид